# Mentone (Kalifornia)
Mentone statisztikai település az Amerikai Egyesült Államok Kalifornia államában, San Bernardino megyében. Lakosainak száma 9557 fő (2020. április 1.).

## Népesség
A település népességének változása:

| 2010 | 8 720 |
| 2020 | 9 557 |